# Domingo Pilarte
Domingo Pilarte (5 de enero de 1990, Bethesda, Maryland, Estados Unidos) es un artista marcial mixto estadounidense que compite en la división de peso gallo de Ultimate Fighting Championship.

## Carrera en las artes marciales mixtas

### Carrera temprana
Comenzando su carrera profesional en 2009, Pilarte compiló un récord de 7-1 luchando fuera de las promociones en el área de Houston, culminando con Pilarte ganando una decisión dividida muy delgada al actual peso gallo de UFC Adrian Yanez en LFA 7.
Pilarte se enfrentó a Vince Morales el 17 de julio de 2018 en el Dana White's Contender Series 13. Ganó la pelea a través de una sumisión técnica con un estrangulamiento por detrás y se aseguró un contrato con la UFC.

### Ultimate Fighting Championship
Pilarte tenía previsto enfrentarse a Brian Kelleher el 3 de noviembre de 2018 en UFC 230. Pilarte se vio obligada a retirarse del combate, alegando una lesión.
Pilarte debutó en la UFC contra Felipe Colares el 20 de julio de 2019 en UFC on ESPN: dos Anjos vs. Edwards. Perdió el combate por decisión dividida.
Pilarte se enfrentó a Journey Newson en UFC 247 el 8 de febrero de 2020. Perdió el combate por TKO en el primer minuto de la pelea. Sin embargo, el 25 de marzo, fue anunciado por el Departamento de Licencias y Regulación de Texas (TDLR) que Journey Newson dio positivo por marihuana en las pruebas de drogas durante la competición. Su victoria también fue anulada a un no contest y podría enfrentarse a una multa y a una suspensión, probablemente no superior a 90 días, según la normativa de Texas.
Pilarte se enfrentó a Brian Kelleher el 21 de agosto de 2021 en UFC on ESPN: Cannonier vs. Gastelum. Perdió el combate por decisión unánime.

## Récord en artes marciales mixtas
| Resultado     | Récord  | Oponente        | Método                                         | Evento                                 | Fecha                    | Ronda | Tiempo | Localización       | Notas |
| ------------- | ------- | --------------- | ---------------------------------------------- | -------------------------------------- | ------------------------ | ----- | ------ | ------------------ | --- |
| Derrota       | 8-3 (1) | Brian Kelleher  | Decisión (unánime)                             | UFC on ESPN: Cannonier vs. Gastelum    | 21 de agosto de 2021     | 3     | 5:00   | Las Vegas, Nevada  | Actuación de la Noche.                                                                                           |
| Sin resultado | 8-2 (1) | Journey Newson  | Sin resultado                                  | UFC 247                                | 8 de febrero de 2020     | 1     | 0:38   | Houston, Texas     | Originalmente una victoria por TKO (puñetazos) para Newson; anulada después de que diera positivo por marihuana. |
| Derrota       | 8-2     | Felipe Colares  | Decisión (dividida)                            | UFC on ESPN: dos Anjos vs. Edwards     | 20 de julio de 2019      | 3     | 5:00   | San Antonio, Texas | |
| Victoria      | 8-1     | Vince Morales   | Sumisión técnica (estrangulamiento por detrás) | Dana White's Contender Series 13       | 17 de julio de 2018      | 2     | 1:52   | Las Vegas, Nevada  | |
| Victoria      | 7-1     | Adrian Yánez    | Decisión (dividida)                            | LFA 7                                  | 24 de marzo de 2017      | 3     | 5:00   | Houston, Texas     | |
| Victoria      | 6-1     | Chris Pham      | KO (puñetazo)                                  | Legacy FC 59                           | 16 de septiembre de 2016 | 1     | 0:38   | Houston, Texas     | |
| Victoria      | 5-1     | Javier Obregon  | Sumisión (barra de brazo)                      | Fury FC 8                              | 9 de octubre de 2015     | 1     | 2:04   | Humble, Texas      | |
| Victoria      | 4-1     | Joel Scott      | Decisión (dividida)                            | Fury FC 4                              | 13 de febrero de 2015    | 3     | 5:00   | Humble, Texas      | |
| Derrota       | 3-1     | Caio Machado    | Decisión (unánime)                             | Legacy FC 27                           | 31 de enero de 2014      | 3     | 5:00   | Houston, Texas     | |
| Victoria      | 3-0     | Ricardo Delgado | KO (puñetazo)                                  | Legacy FC 15                           | 16 de noviembre de 2012  | 1     | 1:51   | Houston, Texas     | |
| Victoria      | 2-0     | Gerzan Chaw     | Sumisión (barra de brazo)                      | International Xtreme Fight Association | 4 de diciembre de 2010   | 2     | 1:56   | Houston, Texas     | |
| Victoria      | 1-0     | Adolfo Ortega   | Sumisión (barra de brazo)                      | Art of War: Mano A Mano                | 12 de julio de 2009      | 1     | 0:46   | Mesquite, Texas    | |